# Callospermophilus saturatus
Spermophilus saturatus (Ховрах каскадний) — один з видів ховрахів, родина Вивіркові.

## Поширення
Країни проживання: Канада (Британська Колумбія), США (Вашингтон). Проживає в Каскадних горах.

## Морфометрія
Довжина тіла самиць знаходиться в межах 286–312 мм і 287–315 мм самців. Вага тіла 200–350 грю. Спинне хутро темно-сірий-коричневого кольору. З боків є білі смуги, смуги погано відзначені й обрамлені в чорне.

## Поведінка
Залишається в підземній норі, коли неактивний. Їсть гриби (особливо восени), зелену рослинність, насіння, дрібні плоди, падло. Взагалі живиться на землі, але може піднятися на кущі і хвойні породи. Вихід зі сплячки коливається по роках з середини квітня до середини травня; однорічки з'являються на 1-2 тижні пізніше, ніж дорослі. Входить у сплячку з середини серпня до кінця вересня; неповнолітні активні в листопаді і початку грудня.

## Відтворення
Молодь народжується в підземних норах. Вагітність триває 28 днів. Розмір приплоду становить 1-5 (в середньому чотири); буває один приплід на рік. Самиці можуть розмножуватися у річному віці, самці зазвичай не раніше другого року життя. Неповнолітні виходять з нори в липні — на початку серпня.